# Keiichi Sonobe
Keiichi Sonobe (jap. 園部 啓一 Sonobe Keiichi; ur. 16 sierpnia 1960 w Tokio) – japoński seiyū związany z agencją 81 Produce.

## Role animowane
- Agatha Christie's Great Detectives Poirot and Marple – (Inspektor Mirā)
- Ai yori aoshi – (Yōda)
- Bobobo-bo Bo-bobo – (Jelly Jiggler)
- Busō Renkin (Shishaku Chōno)
- Detektyw Conan – (Masao Horī, lekarz medycyny sądowej, sędzia)
- Detective School Q – (przestępca)
- Digimon Adventure – (Kokatorimon)
- Digimon Frontier – (Eldest Kokuwamon, Gōtomon)
- Donkey Kong (Generał Klump)
- The Twelve Kingdoms – (Mistrz Shuusei)
- Fullmetal Alchemist – (Mason)
- Fullmetal Alchemist: Brotherhood – (Ivan)
- Geisters – (Nikiasu Sarakia)
- Gintama – (tajemniczy złodziej Fundoshi Maska)
- Otowa Coach w:
  - Hajime no Ippo
  - Hajime no Ippo: New Challenger
- Hakugei: Legend of the Moby Dick (Doc)
- Heartcatch Precure! – (Masajirō Harano)
- Heisei Inu Monogatari Bow – (Bow)
- Higurashi no naku koro ni – (Motodai)
- Insektory – (Protokol, strażnik pałacu)
- Kacper – (Tygrys)
- Kiddy Grade – (przestępca)
- Kidō Senshi Victory Gundam – (Orifā inoe)
- Le Chevalier D'Eon – (Vorontsov)
- Macross 7 – (Doktor Chiba)
- Maluda – (Wójek Senda; Pan Tago (nauczyciel Azusy))
- MÄR – (Maira)
- MegaMan NT Warrior – (Maha Jarama)
- Mirmo! (Rarumu)
- Mobile Suit Victory Gundam – (Oliver Inoe)
- Monkey Typhoon – (Briggins)
- Monster – (Shōne)
- Naruto – (Konoha Anbu Ninja 7)
- Okręt podwodny 707 – (Ulron)
- One Piece – (Baskerville / Princess; Bushon; Kapitan McKinley; Eryk (odc. 121); Gorōsei; Igaram / Mr. 8; King (odc. 305); Major Pasqua (odc. 139-143); Major Woop Slap (odc. 324); Mekao (odc. 196-206); Onigumo (odc. 305); Silvers Rayleigh; Spoil; Tatsu (odc. 223-224); Terracotta; Thalassa Lucas (odc. 91))
  - One Piece Episode of Luffy: Hand Island no Bōken (special) – (Major Woop Slap)
  - One Piece Jidaigeki Special: Luffy Oyabun Torimonocho – (Igaram; Terracotta)
  - One Piece: Protect! The Last Great Stage (special) – (Randolph)
  - One Piece: Strong World Episode 0 (OVA) – (Silvers Rayleigh)
  - One Piece: The Desert Princess and the Pirates: Adventure in Alabasta (movie 8) – (Terracotta)
- Pokémon Advanced Generation – (Członek A drużyny wody)
- Renkin 3-kyū Magical ? Pokān – (Regurā)
- Sgt. Frog – (Robobo)
- Shin Kyūseishu Densetsu Hokuto no Ken: Raoh-den Junai no Shō (movie) – (Rizo)
- Stalowy alchemik – (Ojciec Clausa / Murarz)
- Suite Precure – (Otokichi Shirabe)
- Superświnka – (Masayoshi Kondō, urzędnik)
- Tajemnicze Złote Miasta – (Kecak (druga wersja))
- Toriko – (Balloon Pigeon Keeper (odc. 7); Dores; Koppowo; Pahpoh (odc. 72, 81))
  - Toriko 3D: Kaimaku Gourmet Adventure!! – (Przywódca wioski)
- X – (nauczyciel (odc. 10))
- Yawaraka Sangokushi Tsukisase!! Ryofuko-chan (OVA) – (Sekitome)
- Zapiski detektywa Kindaichi – (Detektyw, Tamasaburō Ichikawa, Ryō Yagisawa, Detektyw Takada)
- Konjiki no Gash Bell!! – (Sebastian, Bago)
- Zoids: Chaotic Century – (Doktor D)
- Zoids: Genesis – (Para)

## Gry video
- Daraku Tenshi – The Fallen Angels – (Tarō)
- Final Fantasy Crystal Chronicles: Ring of Fates – (Alhanalem)
- Super Robot Wars – (Oliver Inoe)
- Jumping Flash! 2 – (Baron Aloha)

## Tokusatsu
- Mirai Sentai Timeranger – (Genbu)
- Hyakujū Sentai Gaoranger – (Tombstone Org)
- Ninpū Sentai Hurricanger – (Octonyuudou)
- Bakuryū Sentai Abaranger – (Jishakunagengorou)
- Samurai Sentai Shinkenger – (Tsubotoguro)
- Kamen Rider Den-O – (Ivy Imagin)